# Jang Song-thaek
Jang Song-thaek (Koreaans: 장성택) (Kangwŏn-do, 2 februari 1946 – Pyongyang, 12 december 2013), ook wel geschreven als Jang Sung-taek, was een Noord-Koreaans politicus.

## Biografie
Hij vervulde een belangrijke positie in de Koreaanse Arbeiderspartij en was een van de machtigste personen in Noord-Korea in de laatste jaren van het bewind van zijn zwager Kim Jong-il en de eerste jaren van het bewind van diens zoon Kim Jong-un, van wie men zegt dat Jang als diens mentor fungeerde. De opvolging van Kim Jong-il door Kim Jong-un vond plaats in fases. In de tweede fase, ingeluid door de Derde Partijconferentie in september 2010, kwam de feitelijke macht in Noord-Korea in handen van meerdere leden van de familie Kim, waaronder Jang Song-thaek. In de derde fase werd Kim Jong-un na het overlijden van diens vader aangesteld als Voorzitter van de Nationale Defensiecommissie. Jang Song-thaek was vicevoorzitter van de Nationale Defensiecommissie, totdat hij in december 2013 van zijn belangrijke posities werd ontheven. Hij zou in ongenade zijn gevallen bij Kim Jong-un dan wel diens entourage. Hij werd volgens het staatspersbureau KCNA onder meer beschuldigd van corruptie, drugsgebruik en verraad. Op 12 december 2013 werd Jang Song-thaek door een militair tribunaal schuldig bevonden en meteen geëxecuteerd. Vervolgens zijn ook de kinderen en de broers en de zuster van Jang vermoord, evenals hun kinderen en partners.

## Persoonlijk leven
Jang Song-thaek was getrouwd met Kim Kyong Hui, de zus van Kim Jong-il. Zij verdween in september 2013 van het toneel en lange tijd werd gedacht, dat ook zij dood was. Maar in januari 2020 werd ze gezien in de nabijheid van haar neef Kim Jong-Un bij de viering van Chinees nieuwjaar.
Jang Song-thaek en Kim Kyong Hui hadden een dochter, Jang Kum-song, geboren in 1977.  Ze studeerde in 2006 in Parijs waar ze verliefd werd op een Fransman. Ze weigerde naar Pyongyang terug te keren, toen dat geëist werd, en pleegde zelfmoord door een overdosis slaappillen.